# Pagastia orthogonia
Pagastia orthogonia är en tvåvingeart som beskrevs av Oliver 1959. Pagastia orthogonia ingår i släktet Pagastia och familjen fjädermyggor. Inga underarter finns listade i Catalogue of Life.